# Aorangia singularis
Aorangia singularis là một loài nhện trong họ Amphinectidae. Loài này phân bố ở New Zealand.